# Parc naturel régional des Monts d'Ardèche
Le parc naturel régional des Monts d'Ardèche est un parc naturel régional français issu d'un projet né en 1992 à l'initiative des castanéiculteurs, les producteurs de châtaignes, et officialisé neuf années plus tard, en 2001. Il s'étend initialement sur l'ouest du département de l'Ardèche, et son périmètre a été étendu en 2013 à quelques communes voisines de Haute-Loire.
L'identité des Monts d'Ardèche s'appuie sur des caractéristiques communes fortes : les paysages, les savoir-faire ruraux, le volcanisme, les rivières, les productions de myrtilles et châtaigne, l'histoire religieuse, les moulins et moulinages, les terrasses, etc.
Il est labellisé géoparc mondial par l'Unesco depuis 2015.

## Territoire

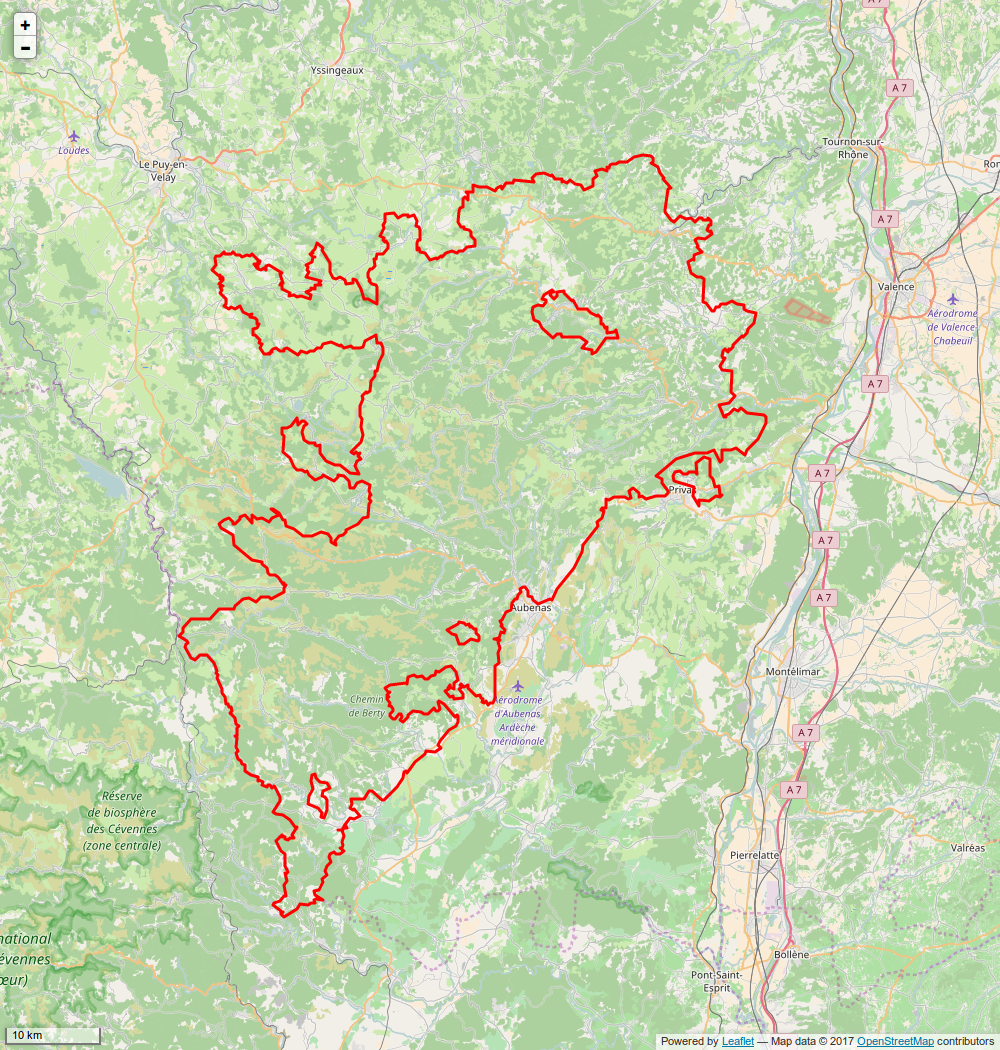
Périmètre du PNR.

Le parc affiche des visages bien différents : entre les Boutières (zone du bassin versant de la vallée de l'Eyrieux), les sucs volcaniques du massif du Mézenc, le plateau de Vernoux, la Haute Cévenne – qui correspond à la partie centrale du parc, le Piémont cévenol – qui borde le parc d'Aubenas aux Vans, et la Cévenne méridionale au Sud.
Le Parc représentait en  2001, avant le renouvellement de la charte en 2014, 132 communes rassemblant 61 707 habitants (chiffres 2006). En 2014, le Parc représentait un espace de 228 000 hectares peuplé par environ 76 000 habitants (données INSEE 2012). Il compte aujourd'hui (2023) 152 communes et 2 villes portes pour 248 188 ha et 83 000 habitants. 

## Obtention du label
Le territoire des Monts d'Ardèche a présenté avec succès sa candidature pour l'obtention du label « parc naturel régional ». Le décret du Premier ministre signé le 9 avril 2001, a officialisé la création du parc permettant ainsi de réunir des fonds pour le projet de territoire des dix ans à venir. 

## Nature juridique

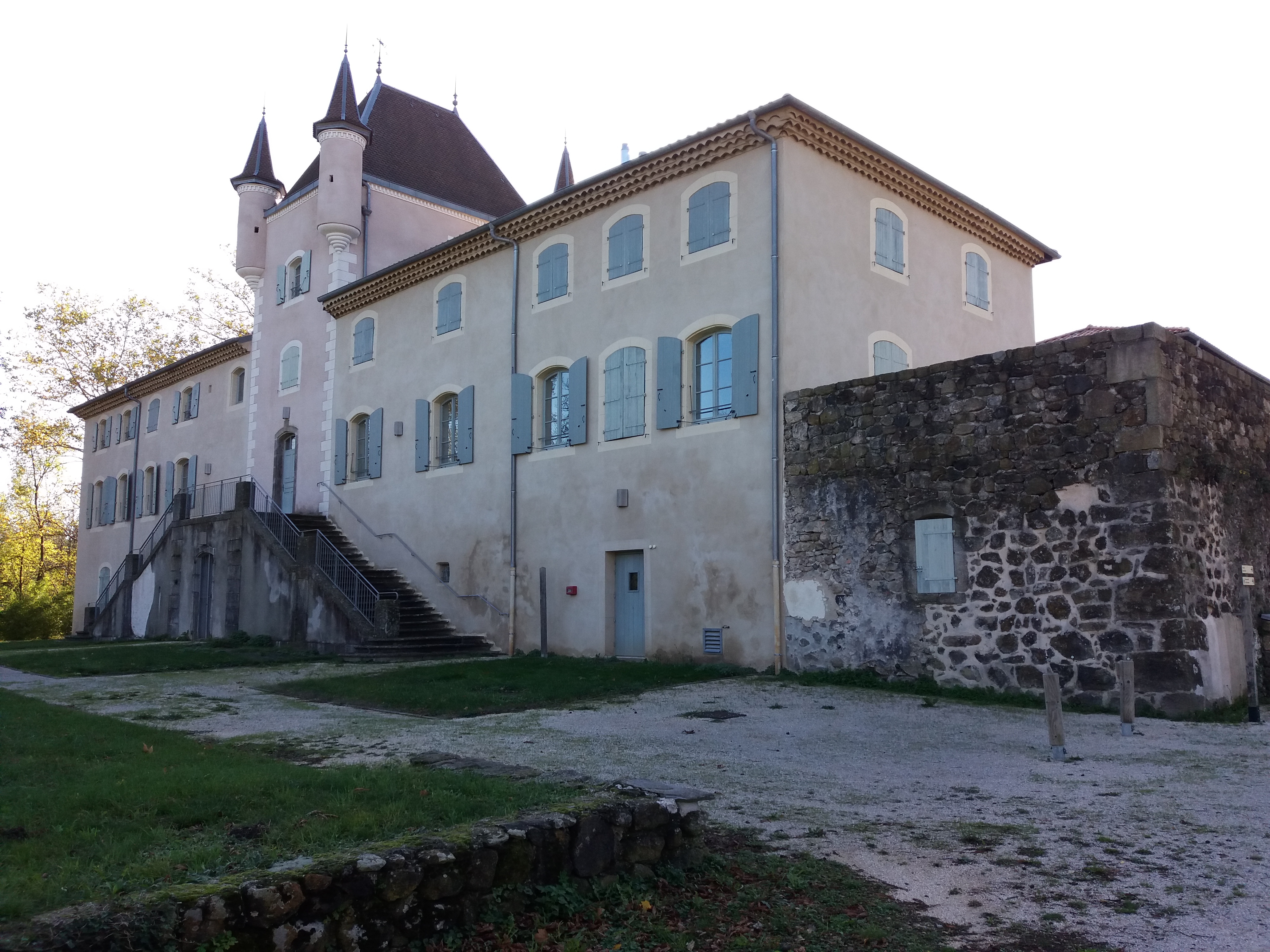
Maison du parc - la ferme-château de Rochemure après rénovation.

Le syndicat mixte de gestion du parc naturel régional des Monts d'Ardèche est une structure intercommunale de type syndicat mixte ouvert.

### Présidents
- Michel Valla - Maire de Privas - Président fondateur du PNR (2001)
- Henri Belleville - Maire de Payzac (2001 - 2008)
- Franck Bréchon - Maire de Saint-Étienne-de-Boulogne (2008 - 2011)
- Lorraine Chenot - Maire de Saint-Mélany (2011 - 2020)
- Dominique Allix - Maire de Lachamp-Raphaël (2020 - ...)

Logo du parc